# Erasmus Darwin Leavitt, Jr.
Erasmus Darwin Leavitt Jr. (Lowell, Massachusetts, 27 de outubro de 1836 – 11 de março de 1916), também conhecido como E. D. Leavitt, foi um engenheiro mecânico estadunidense, conhecido por seus projetos de turbinas a vapor.

## Vida e obra
Nascido em Lowell, Massachusetts, filho de Erasmus Darwin Sr. e Almina (Fay) Leavitt. Graduado em escolas locais aos 16 anos de idade, fez três anos de aprendizado na Lowell Manufacturing Company.
Durante a Guerra de Secessão serviu a bordo do USS Sagamore, sendo um instrutor em engenharia do vapor na Academia Naval dos Estados Unidos.
Leavitt foi membro da Academia de Artes e Ciências dos Estados Unidos, foi membro fundador da Sociedade dos Engenheiros Mecânicos dos Estados Unidos, da qual foi vice-presidente em 1881–1882 e presidente em 1883-1884. Em 1884 recebeu o primeiro doutorado honorário do Stevens Institute of Technology.
A astrônoma Henrietta Swan Leavitt foi sua sobrinha.

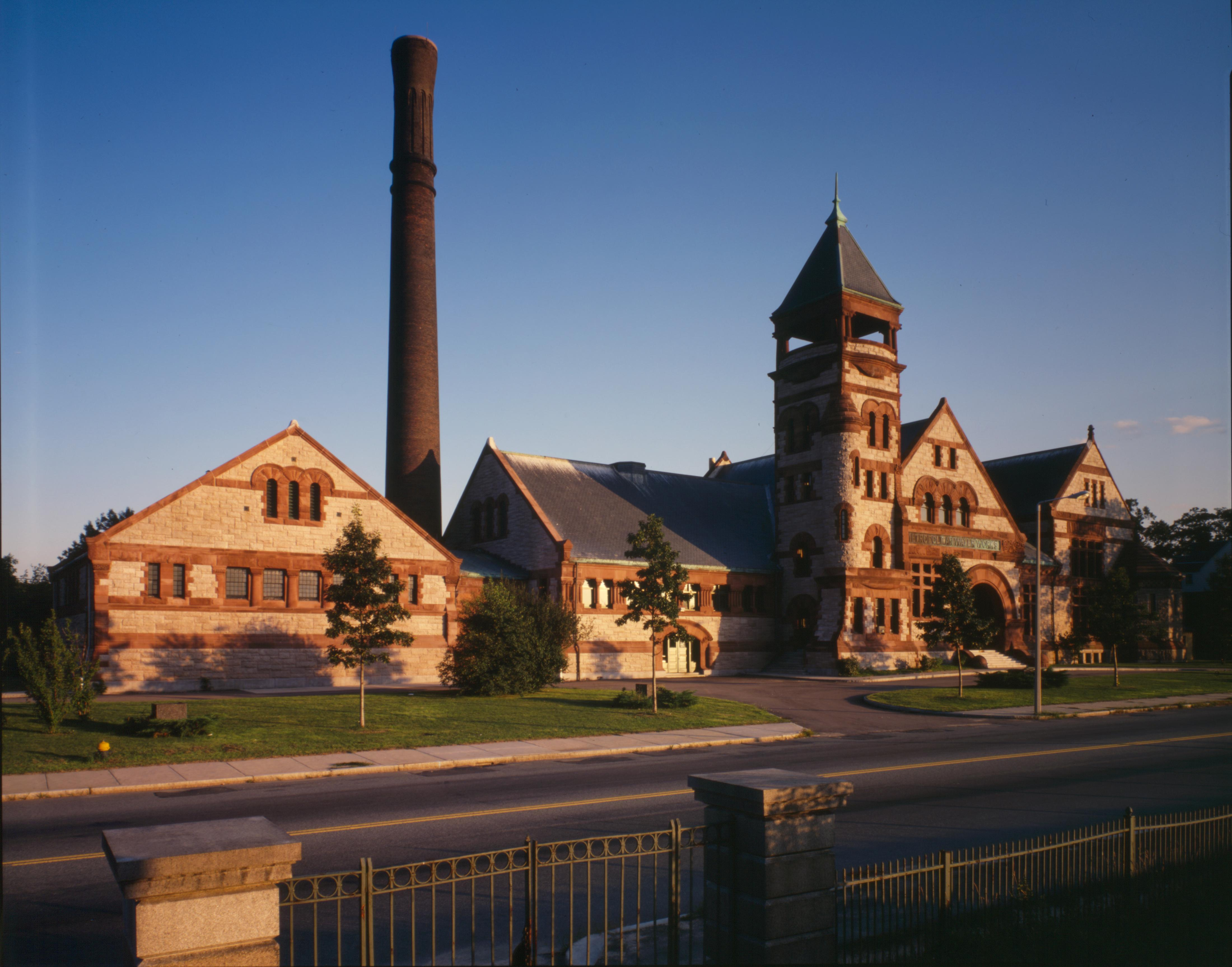
Chestnut Hill, Mass., Pumping Station.

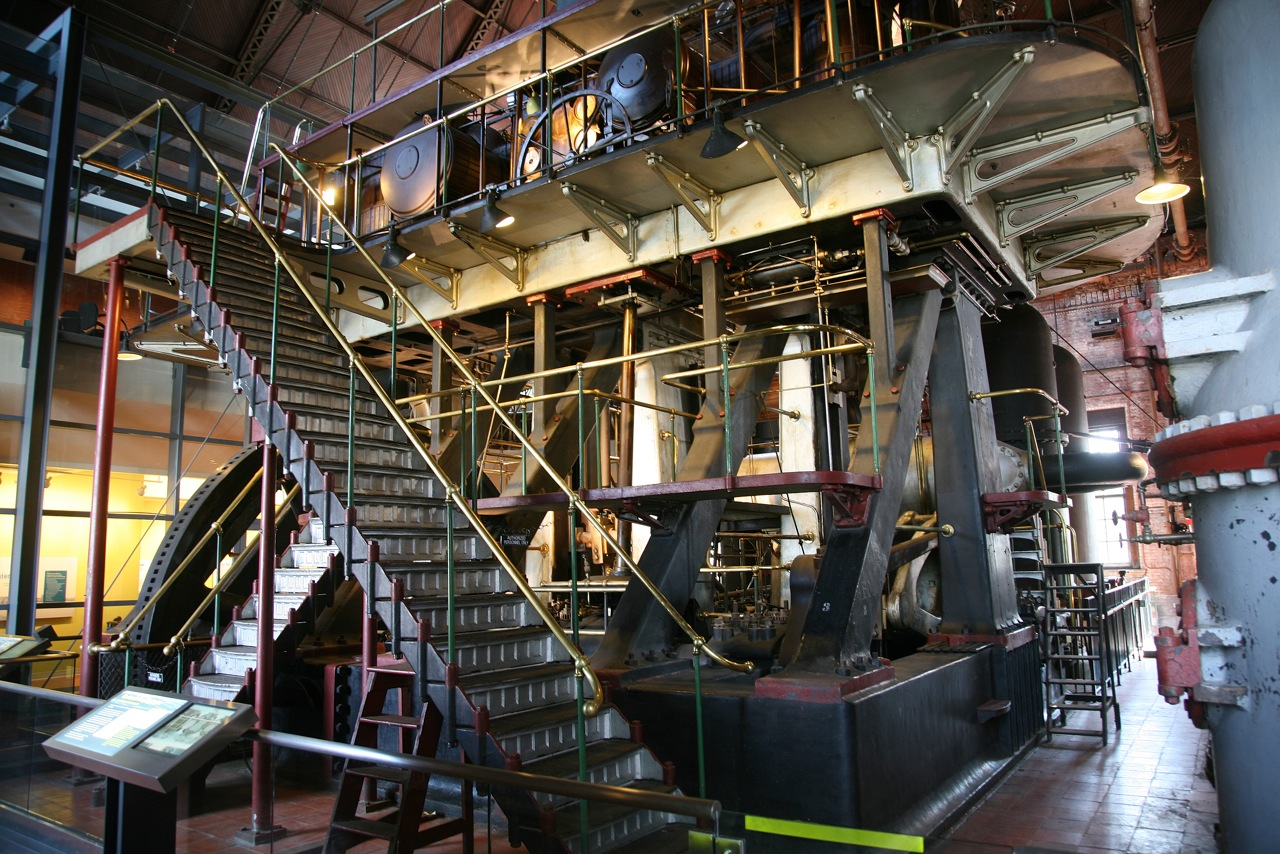
Leavitt-Riedler Pumping Engine designed by Leavitt at Chestnut Hill high-service pumping station

## Patentes
- US 129240 A, Improvement in steam pumping-engines, 1872
- US 283261 A, Signor to dauphin, 1883
- US 380330 A, Pump, 1887-88
- US 402256 A, Steam-cylinder for steam-engines, 1888-89
- US 402257 A, Hoisting-engine, 1888-89